# Loupe (métallurgie)
Pour les articles homonymes, voir Loupe (homonymie).

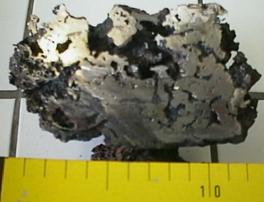
Section polie d'une loupe de bas fourneau mettant en évidence sa structure interne et sa porosité.

En métallurgie, une loupe est la masse métallique réduite produite en fin d'activité d'un bas fourneau, d'une composition chimique hétérogène et d'où on tire le métal par cinglage. Elle est de masse variable, entre quelques kilos et quelques tonnes, et sans forme particulière. Elle peut également être obtenue par agglomération ou par soudure de blocs de fer. Dans un bas fourneau, la masse peut également se former par agrégation de particules de métal par frittage à l'état pâteux à chaud sans que n'intervienne l'état de fusion.
Récupérée ou travaillée sur la sole d'un four, la loupe se présente comme une masse de forme approximativement elliptique, même si, étymologiquement, le mot dérive du francique luppa ou lopp, qui fait référence à une masse de matière informe. Elle consiste en une matrice métallique emprisonnant des scories et des morceaux de charbon de bois (dans le cas d'une loupe obtenue au bas fourneau). La fusion de certaines scories permet parfois leur écoulement au travers de la masse métallique, qui conserve alors leur empreinte en creux. La matrice métallique, quant à elle, présente une hétérogénéité chimique importante : sa teneur en carbone, notamment, fluctue beaucoup.
Cinglée par le forgeron, qui atténue la porosité de la masse ferreuse, expulse les matières non métalliques, sélectionne ou mélange le métal selon sa composition en carbone, la loupe adopte progressivement des caractéristiques proches de celles d'un métal homogène.
Une fois cette première étape de cinglage achevée, une opération de forgeage ou de laminage suit immédiatement : il s'agit de continuer à transformer à chaud la loupe en barres d'une forme plus ou moins parallélépipédique, appelées aussi massiau (orthographiée aussi « massiot ») ou lopin selon leurs dimensions.

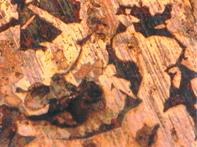
Section d'une loupe après avoir été sciée. On distingue bien les inclusions de laitier (en noir).
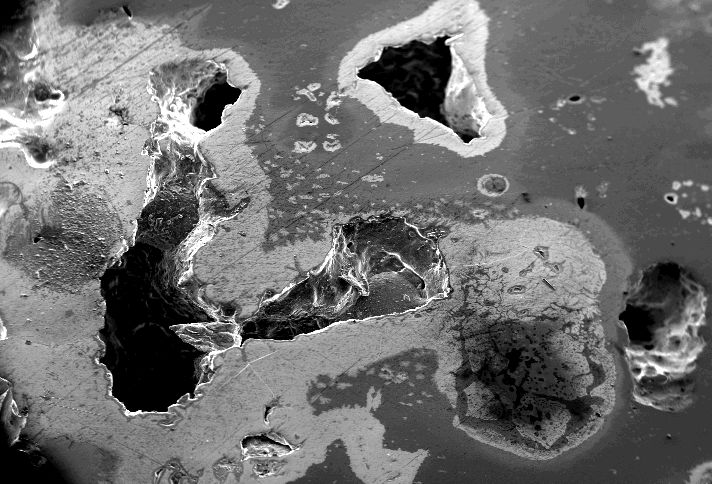
Loupe vue au microscope (x25). L'hétérogénéité du métal est nettement visible.
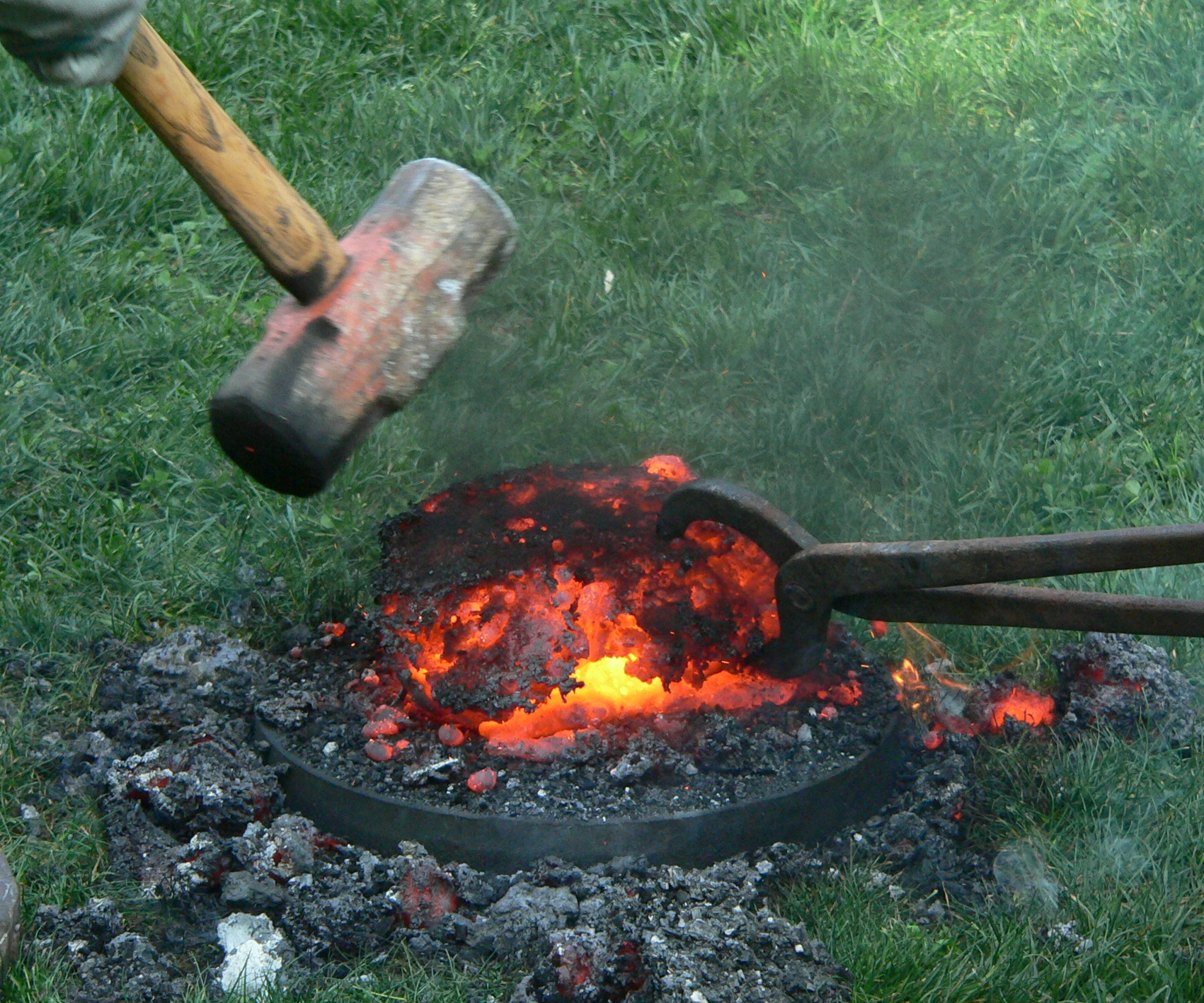
Cinglage d'une loupe de bas fourneau.